# جزیره امام حسن
جزیره امام حسن جزیره‌ای ایرانی در اروندرود است. این جزیره در مقابل روستای شلحه امام حسن در شهرستان آبادان استان خوزستان قرار دارد.